# Krasnyj Guljaj
Krasnyj Guljaj (in russo Красный Гуляй?) è un insediamento di tipo urbano della Russia europea, situato nel rajon Sengileevskij dell'oblast' di Ul'janovsk.
Si trova a sud di Ul'janovsk.